# 要塞传奇
《要塞传奇》是一个由萤火虫工作室开发的，基于城堡建造的即时战略游戏。这是要塞与要塞2系列的一款游戏。
与以前的要塞游戏不同，要塞传奇可以让玩家选择不同的派别（包括亚瑟王和他的圆桌武士，德古拉伯爵和齐格弗里德）。其他新功能包括可以让多人合伙与电脑控制的对手作战，在多人游戏中选择不同的游戏模式（死亡游戏，山中之王，经济战争，夺旗之战）。
- 单位 （页面存档备份，存于）
- 建筑 （页面存档备份，存于）
- 战士 （页面存档备份，存于）
- 称号[永久]

## 特别单位
每个派别都这个派别独有的新单位。大多数特别单位都有自己独特的功能，必须补满功能点后使用。龙也是每个派别共有的单位，但有生命时间。其他特别单位没有生命时间。在故事模式中，为游戏有更多的平衡，亚瑟王可以用冰塔替代圆桌会议。 

## 领主
- 亚瑟王 （页面存档备份，存于）
- 迪特里希 （页面存档备份，存于）
- 兰斯洛特 （页面存档备份，存于）
- 莫德雷德
- 齐格弗里德 （页面存档备份，存于）
- 弗拉德三世（德古拉） （页面存档备份，存于）

## 其他单位
- 没有矛兵（但他们被武装士兵替代），骑射手，轻骑兵，狂战士，窃贼，僧侣和刺客。
- 如果你的对手获得了你的士兵的真诚度，匪徒可以传唤或协助士兵造反。
- 皮克特船战士在任务中永远会反对你（除非在一些“传说的足迹”任务中，他们是增援兵）。